# Potamogeton bicupulatus
Potamogeton bicupulatus là một loài thực vật có hoa trong họ Potamogetonaceae. Loài này được Fernald miêu tả khoa học đầu tiên năm 1932.